# Bo Sodersten
Bo Södersten (5 de junho de 1931 - 5 de setembro de 2017) foi um economista e político sueco.

## Biografia
Nascido no condado de Dalarna, Södersten frequentou a Universidade de Uppsala e a Universidade de Estocolmo, onde estudou com Ingvar Svennilson. De 1961 a 1962, Södersten passou um tempo na Universidade da Califórnia em Berkeley e no Massachusetts Institute of Technology nos Estados Unidos. Ele concluiu sua dissertação em 1964, após retornar a Estocolmo.
Södersten lecionou na Universidade de Gotemburgo de 1971 a 1977. Ele então ingressou no corpo docente da Universidade de Lund. Södersten serviu no Parlamento da Suécia de 1979 a 1988 como membro do Partido Social Democrata Sueco. Södersten mudou-se para a Universidade de Jönköping em 1998, depois que sua esposa Birgit Friggebo foi eleita governadora do condado. Ao término de seu mandato para governador, Friggebo e Södersten se mudaram para Estocolmo.

## Obra
- Economia Internacional, 1970;[6]
- A Study of Economic Growth and International Trade, 1964;[7]